# Торезский электротехнический завод
Торезский электротехнический завод (укр. Торезській електротехнічний завод, ТЭТЗ) — предприятие угольной промышленности в Чистяково (Украина).

## История предприятия
В 1946 году ремонтно-механическая база, которая имела небольшие цеха в двух корпусах: механический, котельно-кузнечный, электроремонтный, чугунно-литейный и сантехнический участок. Численность трудящихся ремонтно-механической базы в 1949 году составляла 190 человек.
В 1950 году предприятие переходит на новую, более сложную программу, налаживает выпуск взрывозащищенной электроаппаратуры для угольной промышленности и других отраслей народного хозяйства. Коренным образом перестраивается инженерная служба, обновляется инженерное оборудование. Создаются цеха высоковольтной и низковольтной аппаратуры, механический, сборочный, литейный и штамповочные участки.
В 1958 году построен аппаратный цех № 1 с механическим и пластмассовым участками.
В 1959 году был организован экспериментальный цех и службы механизации и автоматизации.
В 1961 году Торезский электротехнический завод получил свидетельство на право пользования Товарным знаком, который до настоящего времени является отличительной особенностью наших изделий.
Начиная с 1964 года, завод является постоянным участником международных, специализированных выставок и ярмарок, где неоднократно получал награды и дипломы.
В 70-е годы началась реконструкция цехов, их техническое перевооружение, оснащение новым высокопроизводительным оборудованием.
В 1974 году вступила в строй новая котельная, мощностью 20 тонн/час пара, была сдана в эксплуатацию первая очередь заготовительно-сварочного цеха № 5 площадью 7,5 тысяч м2.
В 1975 году открыта новая столовая на 530 посадочных мест.
В 1976 году построен новый инструментальный цех.
В 1978 году сдано в эксплуатацию гальваническое отделение и окрасочная линия площадью 3,5 тысяч м2.
Начат выпуск магнитных пускателей ПВИ-Б, БТ, ПМВИ-13, 23М, комплектных устройств управления СУВ-350А, АВ, товаров народного потребления.
80-е годы отмечены техническим перевооружением, наращиванием производственных мощностей, подъемом изобретательско-рационализаторской работы. Расширилась география потребителей, продукция завода поставляется в 27 стран мира.
Освоение и серийный выпуск магнитных пускателей на токи 125, 160А, комплектных устройств управления, автоматических выключателей, электромагнитных контакторов КТУ 2000 и ряд других изделий.
В 90-е годы производится реорганизация цехов, организован участок по выпуску электронных блоков защиты для пусковой аппаратуры. В ОГК завода разработан и внедрен в производство контактор КРМ-250, используемый в основных узлах комплектного устройства управления СУВ-350А, в магнитном пускателе ПВ-250.
По плану освоения новых видов промышленной продукции, заводом изготавливаются комплектные устройства управления КУУВП-10, КУУВТ-350, КУУВ-350-1к, 2к, магнитные пускатели ПРВ-М. Освоен серийный выпуск нового малогабаритного удлинителя.
Торезский электротехнический завод - это современное предприятие со специализированной технологией и мощным производством. Обладая профессиональным опытом и инженерным потенциалом, завод проектирует и производит обширную номенклатуру взрывозащищенного электрооборудования для горной промышленности стран СНГ и др.
Производственные участки, отделы и службы предприятия успешно решают самые серьезные задачи по разработке и внедрению новой техники, постоянной модернизации и расширении номенклатуры предприятия и полного удовлетворения запросов и потребностей заказчиков.
Высокий технический уровень изделий завода не раз был отмечен дипломами международных выставок «Экспо-Уголь-2000» (г. Кемерово), «Уголь/Майнинг-2000» (г. Донецк), «Уголь России и Майнинг-2001» (г. Новокузнецк), «Уголь России и Майнинг-2002» (г. Новокузнецк), «Уголь России и Майнинг-2003» (г. Новокузнецк), «Уголь-Майнинг-2004» (г. Донецк), «Уголь России и Майнинг-2006» (г. Новокузнецк), «Уголь/Майнинг-2006» (г. Донецк), «Уголь России и Майнинг-2007» (г. Новокузнецк),
В 2008 году на Международной юбилейной выставке «Уголь/Майнинг-2008», прошедшей в г. Донецке, мы получили Диплом за разработку устройства КРУРНТ-6 и были награждены медалью за разработку, освоение и серийное производство агрегатов шахтных трансформаторных типов АШТ-П и АШТ-О. Наша экспозиция была признана лучшей.
Электрооборудование под маркой Торезского электротехнического завода выпускается в строгом соответствии с техническими требованиями стандартов по безопасности, что гарантирует безопасные условия при его эксплуатации.
Постоянно поддерживая деловые связи, коллектив завода старается удовлетворить любой спрос наших партнеров во взрывозащищенном электрооборудовании.
В период с 2008 по 2009 годы завод приобрел современное высокопроизводительное технологическое оборудование ведущих зарубежных производителей.
С 2014 года находится под контролем самопровозглашённой Донецкой Народной Республики. С 27.03.2017 г.  создано Государственное предприятие „Торезский электротехнический завод” на основании Распоряжения Совета Министров Донецкой Народной Республики от 26.09.2016 г. № 41. Приказом Министерства промышленности и торговли ДНР № 64-ОП от 16.03.2021 года с 30.03.2021 года изменено на ГОСУДАРСТВЕННОЕ УНИТАРНОЕ ПРЕДПРИЯТИЕ ДОНЕЦКОЙ НАРОДНОЙ РЕСПУБЛИКИ «ТОРЕЗСКИЙ ЭЛЕКТРОТЕХНИЧЕСКИЙ ЗАВОД».